# Cenenchyma
Cenenchyma (coenenchyma) – miękka tkanka mezenchymatyczna mieszcząca się wewnątrz cenosarku kolonijnych koralowców (Anthozoa) osłaniająca układ kanalików łączących poszczególne polipy.
Termin ten, czasami pisany kenenchyma, jest niekiedy nieściśle stosowany jako synonim cenosarku.